# Emmanuel Ramazani Shadary
Emmanuel Ramazani Shadary (Kasongo, 29 november 1960) is een Congolees politicus.

## Biografie
Ramazani Shadary werd in november 2016 benoemd tot vicepremier en minister van Binnenlandse Zaken, een functie die hij tot februari 2018 zou bekleden. In de zomer van dat jaar werd hij door president en partijvoorzitter Joseph Kabila voorgedragen als kandidaat voor de PPRD bij de presidentsverkiezingen van december 2018.
Als vicepremier en minister van Binnenlandse Zaken en Veiligheid is hij sinds zijn aantreden op 20 december 2016 verantwoordelijk voor de politie- en veiligheidsdiensten en voor de coördinatie van het werk van de provinciegouverneurs. In die hoedanigheid acht de Europese Unie hem, die hem op 29 mei 2017 op een sanctielijst heeft geplaatst, verantwoordelijk voor de recente arrestaties van activisten en oppositieleden en voor het onevenredige gebruik van geweld sinds zijn benoeming, zoals de gewelddadige actie tegen leden van de Nieuwe Religieuze Beweging Bundu dia Kongo (BDK), die in 1969 werd opgericht in Centraal-Congo, de repressie in Kinshasa in januari en februari 2017 en het onevenredige gebruik van geweld en de gewelddadige repressie in de provincie Kasaï. De sancties omvatten een verbod op binnenkomst in de EU en de bevriezing van tegoeden, alsook een verbod op de verstrekking van tegoeden of economische middelen aan de personen op de lijst.